# Береги (Самборский район)
Береги (укр. Береги) — село в Новокалиновской городской общине Самборского района Львовской области Украины.
Население по переписи 2001 года составляло 445 человек. Занимает площадь 1,112 км². Почтовый индекс — 81455. Телефонный код — 3236.

## Известные уроженцы
- Макар, Иван Арсентьевич (1931—2011) — украинский учёный-зоотехник, биохимик. Доктор биологических наук, профессор, член-корреспондент Национальной академии аграрных наук Украины. Заслуженный деятель науки и техники Украины.
- Федик, Иван Иванович (1936—2019) — советский и российский физик-ядерщик, генеральный директор НПО «Луч» (1989—2008), член-корреспондент РАН (2000).